# 路祥安
路祥安（英語：Andrew Lo Cheung-on，1951年—2018年2月14日），為前任香港中華能源基金副秘書長、前東方海外的高層員工及在董建華當香港行政長官時期，跟隨董建華任職香港行政長官辦公室高級特別助理，一直是董建華的心腹。

## 簡歷
路祥安中學讀九龍華仁書院，大學唸香港大學文學院。
2000年，路祥安捲入香港大學「港大民調風波」。港大民意研究計劃主任鍾庭耀當年指控，董建華透過中間人向其施壓，被要求停止有關特首及政府的民調，而路祥安被指為施壓者。香港大學就此成立獨立調查小組，路祥安被指干預了大學的學術自由，事件還包括時任香港大學校長鄭耀宗，但路祥安獲董建華留任。路祥安亦被稱為是行政長官的家僕，有人更叫他做路公公。最終路祥安並沒有因此事立即下台，並繼續任職至將近董建華2005年初辭職之時。
2010年，中華能源基金委員會於香港註冊成立，何志平任基金會秘書長，路祥安任副秘書長。2017年11月，何志平在美國因涉嫌涉嫌代表一間中國能源公司賄賂非洲官員被拘捕，並且不獲保釋。
2018年2月12日，路懷疑感染流感入住瑪麗醫院，但在兩日間病情急劇轉差病逝。有醫生估計，他可能因為流感引發腦炎或心肌炎，嚴重者可引致心衰竭、呼吸困難等，並令病人短期內死亡。

## 民調風波
事緣香港主權移交後，香港大學民意研究中心的民意調查指首任特首董建華的民望不斷創新低點。特首辦高級特別助理路祥安曾會見鄭耀宗和副校長，要求港大停止發布對特首施政不利的消息。就此，鄭耀宗向民意研究計劃主任鍾庭耀施壓，威脅會「陰乾」（逐漸收緊）他們的經費。鍾庭耀其後公開事件，引起干預學術自由的爭議。

## 外部參考
- 香港電台傳媒文摘:鍾庭耀民調事件政治雪球愈滾愈大 （页面存档备份，存于）
- 大學線:香港立法會的保路風波 （页面存档备份，存于）